# No te des por vencido, ni aun vencido
No te des por vencido, ni aun vencido es un álbum de la banda de punk rock rosarina Bulldog editado en 2001 contiene un compilado de los tres primeros trabajos, y también un EP con canciones que aparecerían en álbumes posteriores como "Atacado", "La estrella del bien y del mal" y "2 de corazón" que aparecerían en El campo de los sueños y Semillero, "Mi amor, mi sol... mi perdición" y "El grito silencioso" que aparecerían en Todos los perros van al cielo.

## Origen
Es el primer verso del poema "Più Avanti!" del poeta Almafuerte (Pedro Bonifacio Palacios)

## Lista de canciones
1. Otra vez
2. Semillero
3. A un amigo
4. Fatal destino
5. Piurivari (mundo irreal)
6. Atacado
7. El grito silencioso
8. La estrella del bien y del mal
9. Volar volar
10. Circo calesita
11. Pudriéndola
12. El ángel de la Muerte
13. Nunca más
14. Del corazón a las estrellas
15. Mi amor, mi sol... mi perdición
16. Más que diez
17. Piu Avanti
18. 2 de corazón
19. Noche para festejar